# Isberg

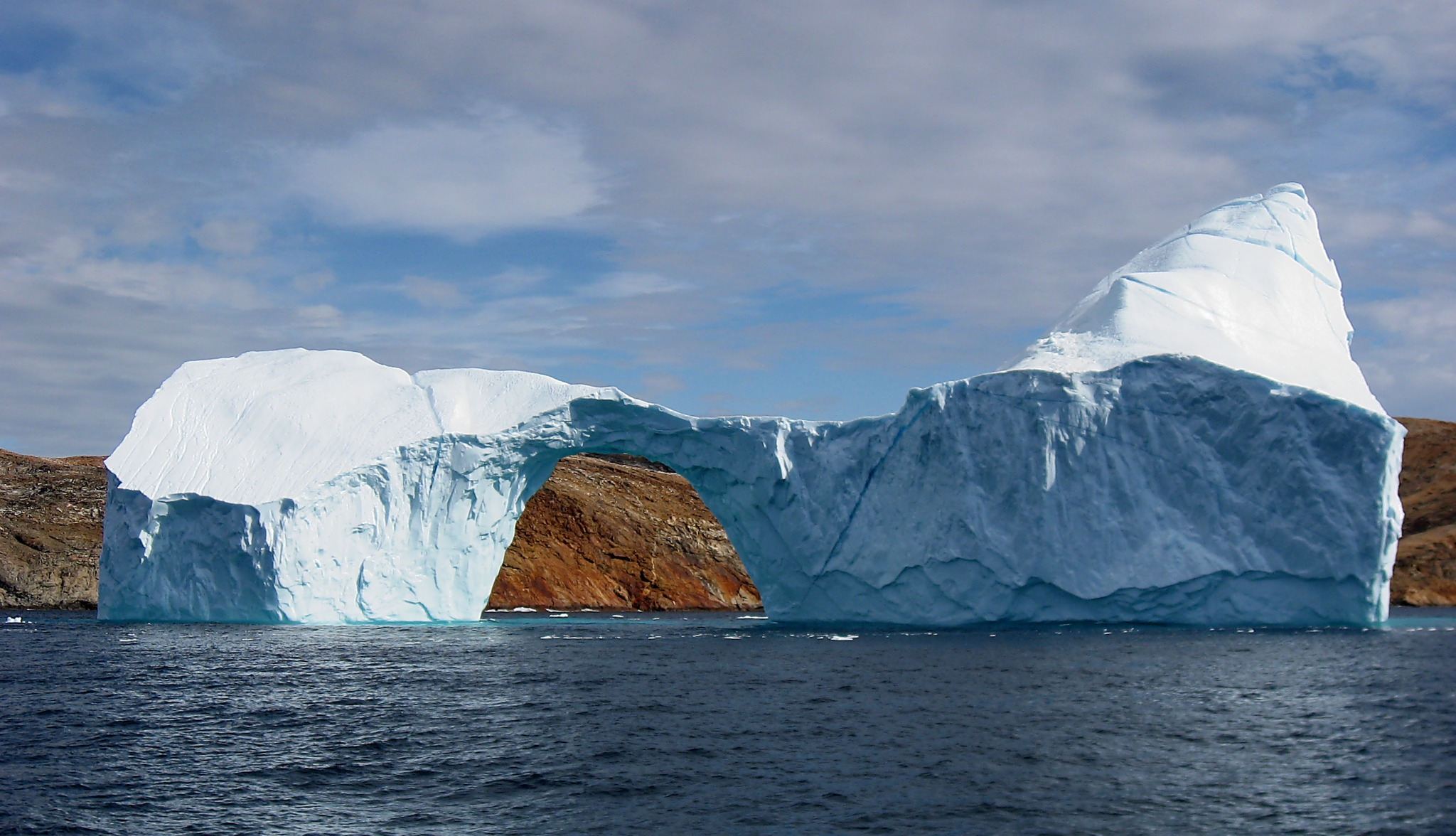
Isberg utanför Grönland.

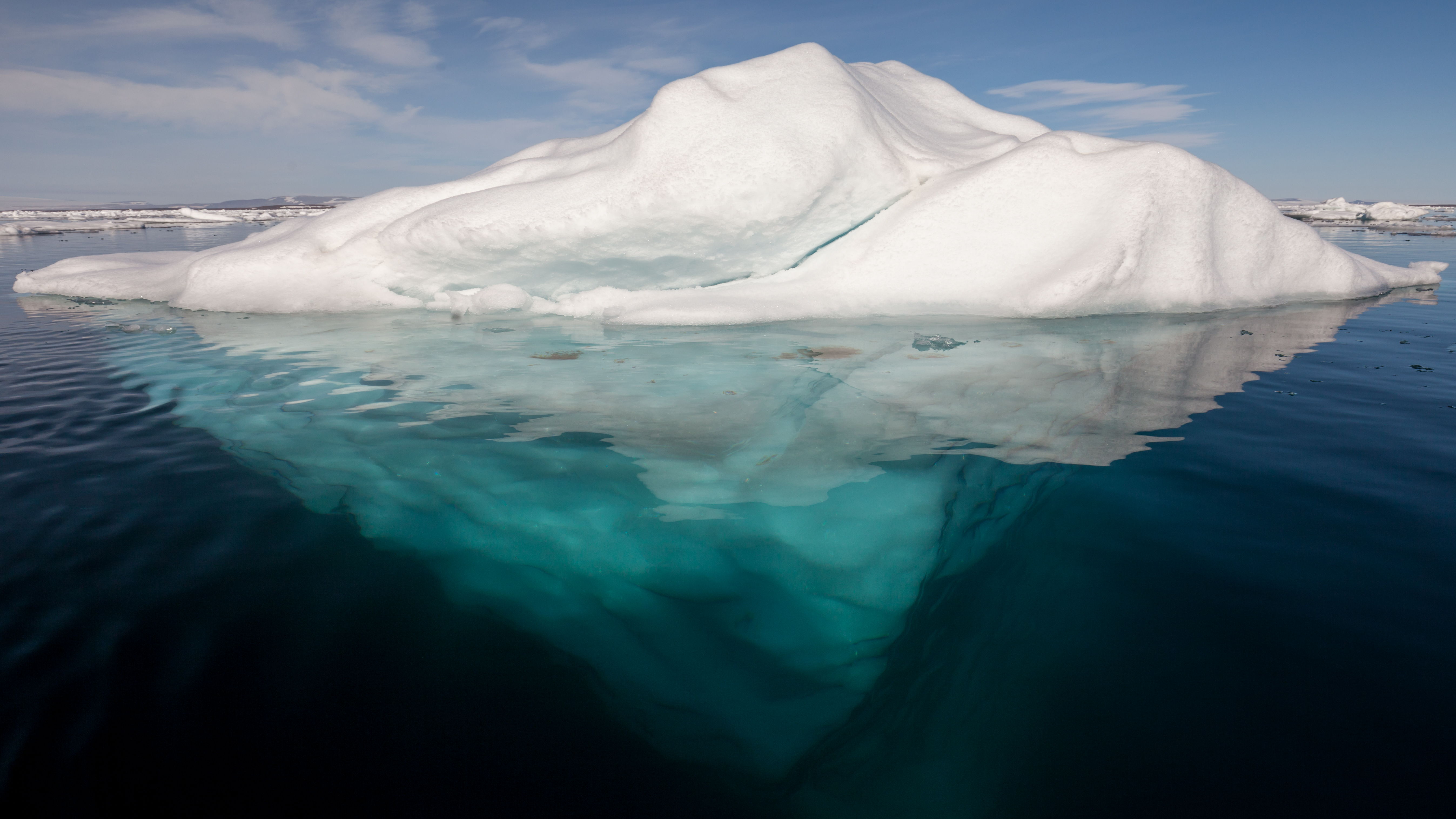
Isberg i Norra ishavet med undersidan synlig genom vattnet

Isberg är stora stycken is som driver omkring på havet. Isberg uppstår när glaciärer smälter och bryts sönder när de når vatten (man säger då att glaciären kalvar). Ibland kan även stora isflak från Arktis och Antarktis brytas loss och börja driva.
Isberg består av sötvatten. De har bara en aning lägre densitet än det omgivande havet, vilket gör att omkring 9/10 av isberget befinner sig under vattenytan. Isberg kan bli mycket stora, de största på tusentals kvadratkilometer. 
Isberg utgör en fara för sjöfarten och orsakade bland annat fartyget Titanics undergång.
Att endast en liten del av ett isberg är synligt, har också givit upphov till begreppet att ett problem som till en början ter sig litet kanske visar sig vara "bara toppen på isberget".
Författaren Ernest Hemingways skrivsätt brukar kallas för isbergstekniken. Detta betyder att författaren begränsar sig till att spegla en yttre verklighet och överlåter åt läsaren att "läsa mellan raderna" och tolka det som sker. Texten är 1/10 som syns ovanför ytan medan det som står att läsa mellan raderna är den stora ismassan under ytan.

## Etymologi
Ordet isberg har kognater i många germanska språk, exempelvis danska isbjerg och tyska eisberg. Den engelska termen iceberg är ett blandlån från nederländskans ijsberg. Andra språk såsom franska och spanska har sedermera direktlånat det engelska ordet. 

## Översikt
Eftersom tätheten för ren is är cirka 920 kg / m3, och havsvattnet cirka 1025 kg / m3, är vanligtvis ungefär en tiondel av volymen på ett isberg över vatten (vilket följer av Arkimedes princip om flytkraft). Formen på undervattensdelen kan vara svår att bedöma genom att titta på delen ovanför ytan. Isberg jämförs ofta i storlek med Manhattan.
De synliga "spetsarna" av isberg varierar vanligtvis från 1 till 75 meter över havet och väger 100 000 till 200 000 ton. Det största kända isberget i Nordatlanten var 168 meter över havet, rapporterat av USCG-isbrytaren Eastwind 1958, vilket gjorde det till höjden på en 55-våningsbyggnad. Dessa isberg härstammar från glaciärerna i västra Grönland och kan ha inre temperaturer på –15 till –20°C.

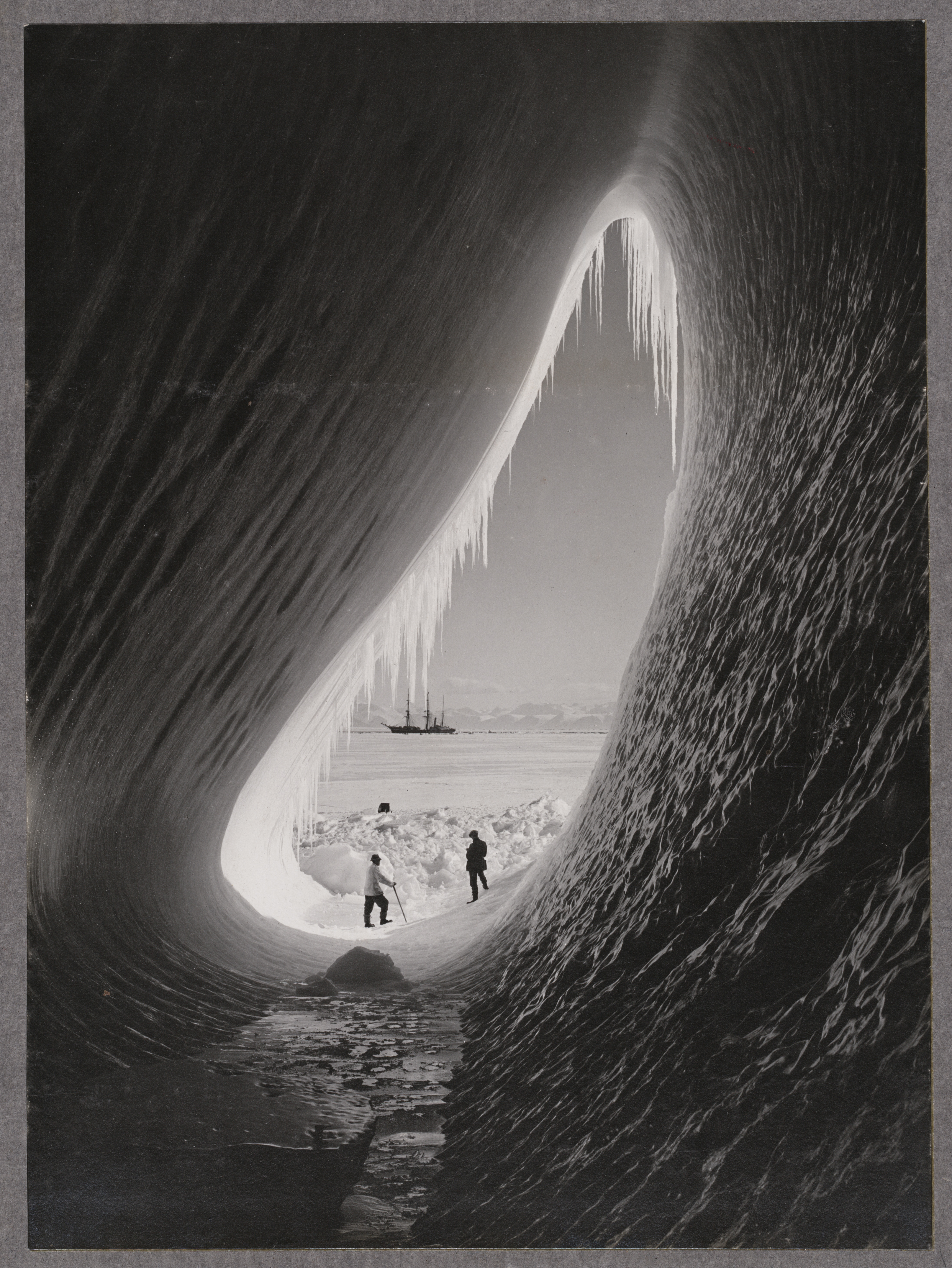
En grotta i ett isberg.

Vindar och strömmar tenderar att flytta isberg nära kustlinjerna, där de kan frysas till packis (en form av havsis), eller driva i grunt vatten, där de kan komma i kontakt med havsbotten, ett fenomen som kallas havsbotten.
De största isbergen som har registrerats har blivit kalvade eller avbrutna från Ross Ice Shelf of Antarctica. Iceberg B-15, fotograferad med satellit 2000, mätt 295 med 37 kilometer, med en ytarea på 11 000 km². Det största isberget i rekord var ett antarktiskt tabellisberg på över 31 000 km²  [335 x 97 km] som var synligt 240 mil väster om Scottön, i södra Stilla havet, vid USS Glacier den 12 november 1956. Detta isberg var större än Belgien.
Ett litet isberg över 2 meter över det som flyter med mindre än 1 meter som visar ovanför vattnet kallas en growler, och är mindre än en bergig bit, som vanligtvis är mindre än 5 meter i storlek. Båda får vanligen upphov från sönderfallande isberg.
När en bit isberg smälter producerar den ett häpnadsväckande ljud som kallas "Bergie Seltzer". Detta ljud uppstår när gränssnittet mellan vatten och is når tryckluftsbubblor som fångas i isen. När detta händer, spricker varje bubbla, och gör ett poppande ljud. Bubblorna innehåller luft som fångats i snölager mycket tidigt i ishistoria, som så småningom blev begravd till ett givet djup (upp till flera kilometer) och under tryck när det förvandlades till firn och sedan till glaciäris.
Ett isberg kommer att vända i vattnet när det smälter och bryts isär eftersom tyngdkraften kontinuerligt drar den tyngre sidan nedåt. Den mesta vändningen sker när isberg är ung och skapar balans. Vändning kan ske när som helst och utan varning. Stora isberg som vänder kan avge lika mycket energi som en atombomb och producera jordbävningar.

### Färg
Isberg är vanligtvis vita eftersom de är täckta av snö, men kan vara gröna, blå, gula, svarta, randiga eller till och med regnbågsfärgade. Havsvatten, alger och brist på luftbubblor i isen kan skapa olika färger.

### Form

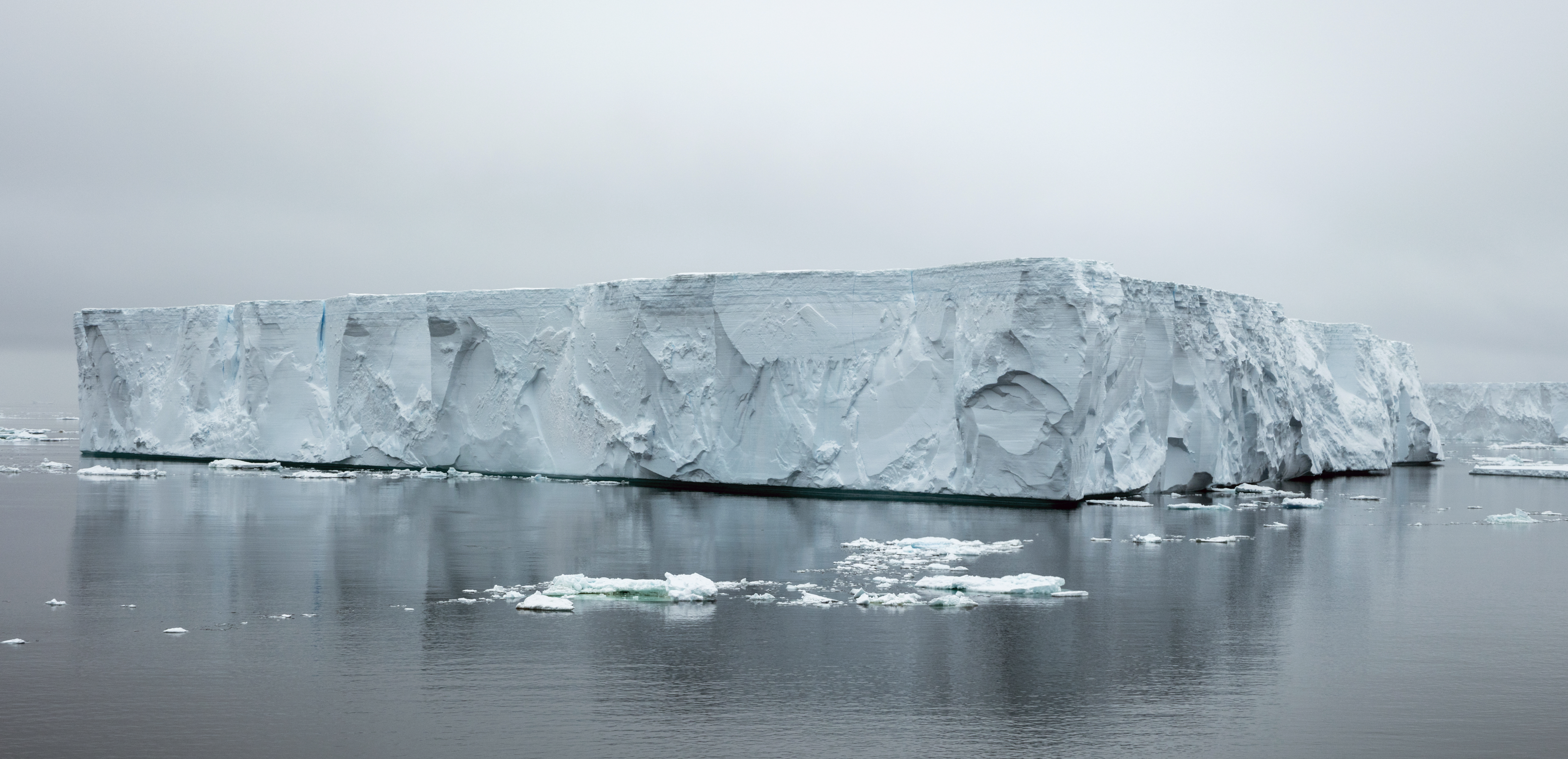
Tabulärt isberg nära Brown Bluff i Antarctic Sound.

Olika former av isberg.

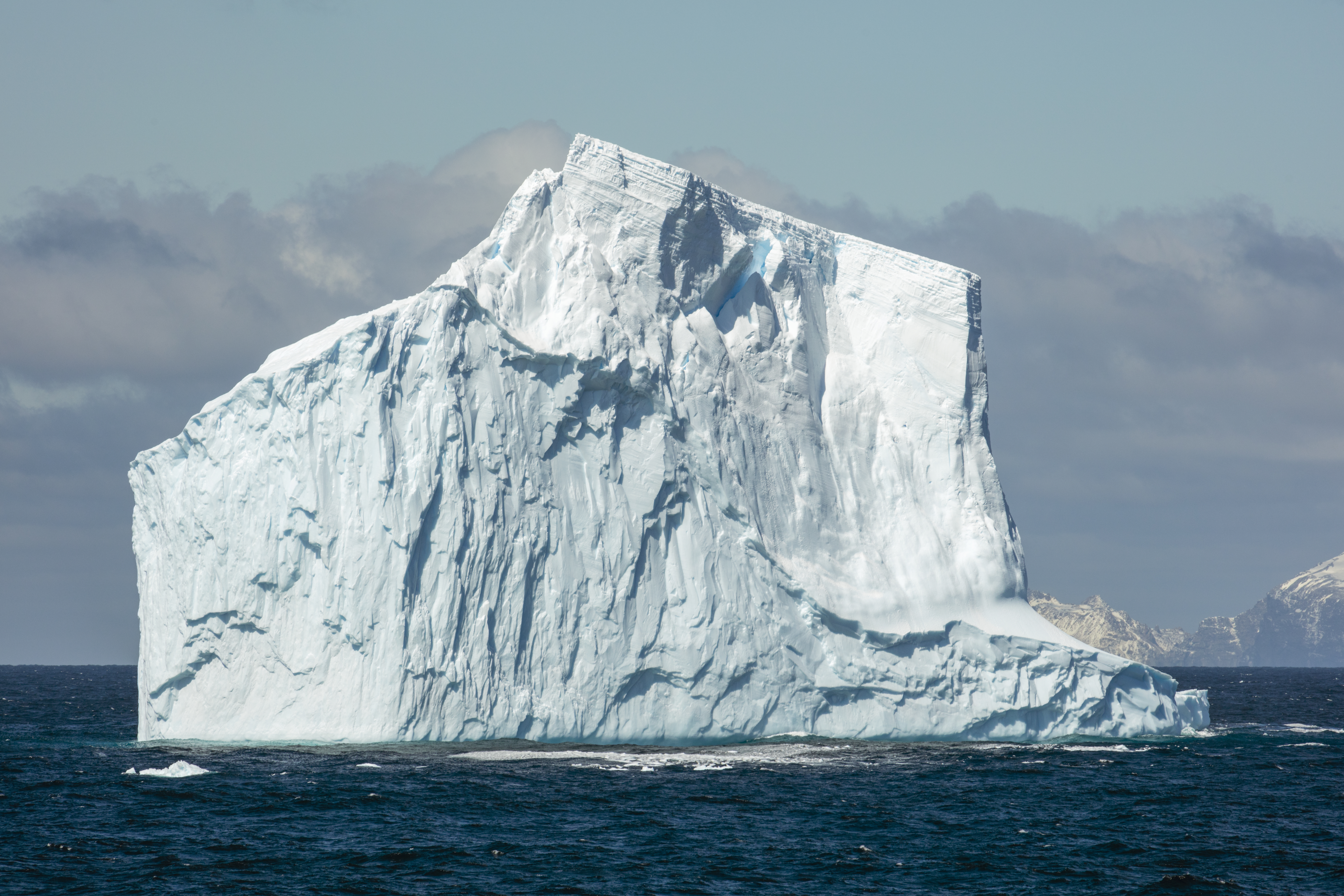
Ett icke-tabulärt isberg på Elefantön i Antarktiska oceanen.

Utöver storleksklassificering kan isberg bero på deras form. De två grundläggande typerna av isbergsformer är tabulära och icke-tabulära. Tabulära isberg har branta sidor och en platt topp, ungefär som en platå, med ett längd-till-höjdförhållande på mer än 5:1.
Denna typ av isberg, även känd som en isö, kan vara ganska stor, som i fallet med Pobeda Ice Island. Antarktiska isberg som bildas genom att bryta från en ishylla, såsom Ross shelfis eller Filchner-Rønnes shelfis, är vanligtvis tabulära. De största isbergen i världen bildas på detta sätt.
Icke-tabulära isberg har olika former och inkluderar:
- Kupol: Ett isberg med en rundad topp.
- Höjdpunkt: Ett isberg med en eller flera spiror.
- Kil: Ett isberg med en brant kant på ena sidan och en sluttning på motsatt sida.
- Dry-Dock: Ett isberg som har eroderat för att bilda en lucka eller kanal.
- Blocky: Ett isberg med branta, vertikala sidor och en platt topp. Det skiljer sig från tabellisberg genom att dess bildförhållande, förhållandet mellan dess bredd och höjd, är liten, mer som för ett block än ett platt ark.

## Källhänvisningar
1. 1 2  "isberg". NE.se. Läst 25 januari 2015.
2. ↑  ”iceberg | Search Online Etymology Dictionary”. www.etymonline.com. https://www.etymonline.com/search?q=iceberg. Läst 14 december 2020.
3. ↑  Maddie Stone (21 februari 2019). ”An Iceberg 30 Times the Size of Manhattan Is About to Break Off Antarctica”. Gizmodo. Arkiverad från originalet den 27 oktober 2019. https://web.archive.org/web/20191027051022/https://earther.gizmodo.com/an-iceberg-30-times-the-size-of-manhattan-is-about-to-b-1832764641. Läst 27 oktober 2019.
4. ↑  Lorraine Chow (1 november 2018). ”An iceberg 5 times bigger than Manhattan just broke off from Antarctica”. Business Insider. https://www.businessinsider.com/iceberg-bigger-manhattan-broke-antarctica-2018-11. Läst 27 oktober 2019.
5. ↑  Brian Williams (3 november 2011). ”Iceberg larger than Manhattan found in Antarctica”. NBC News. https://www.nbcnews.com/video/iceberg-larger-than-manhattan-found-in-antarctica-44448323955. Läst 27 oktober 2019.
6. 1 2  ”Facts on Icebergs”. Canadian Geographic. 2006. Arkiverad från originalet den 31 mars 2006. https://web.archive.org/web/20060331032737/http://www.canadiangeographic.ca/magazine/MA06/indepth/justthefacts.asp. Läst 8 december 2019.
7. ↑  ”Antarctica shed a 208-mile-long berg in 1956”. Polar Times "43":  s. 18. 20 januari 2005. Arkiverad från originalet den 22 maj 2006. https://web.archive.org/web/20060522193438/https://www.usatoday.com/weather/resources/coldscience/2005-01-20-1956-antarctic-iceberg_x.htm. Läst 8 december 2019.
8. ↑  https://nsidc.org/cryosphere/glossary/term/growler
9. ↑  https://nsidc.org/cryosphere/glossary/term/bergy-bit
10. ↑  Stephen Ornes (3 april 2012). ”Flipping Icebergs”. ScienceNews for Students. https://www.sciencenewsforstudents.org/article/flipping-icebergs. Läst 9 juni 2019.
11. ↑  Katherine Wright (5 januari 2018). ”Icebergs Can Be Green, Black, Striped, Even Rainbow”. Scientific American. https://www.scientificamerican.com/article/icebergs-can-be-green-black-striped-even-rainbow-slide-show/. Läst 9 juni 2019.
12. ↑  ”Sizes and Shapes of Icebergs”. International Ice Patrol. http://www.uscg.mil/lantarea/iip/docs/AOS_2011.pdf. Läst 20 december 2006.
13. ↑  Weeks, W.F. (2010), On Sea Ice, University of Alaska Press, p. 399
14. ↑  Holly Gordon (2006). ”Iceberg Physiology”. Canadian Geographic. Arkiverad från originalet den 31 mars 2006. https://web.archive.org/web/20060331032649/http://www.canadiangeographic.ca/magazine/ma06/indepth/nathistory.asp. Läst 8 december 2019.